# Hartă

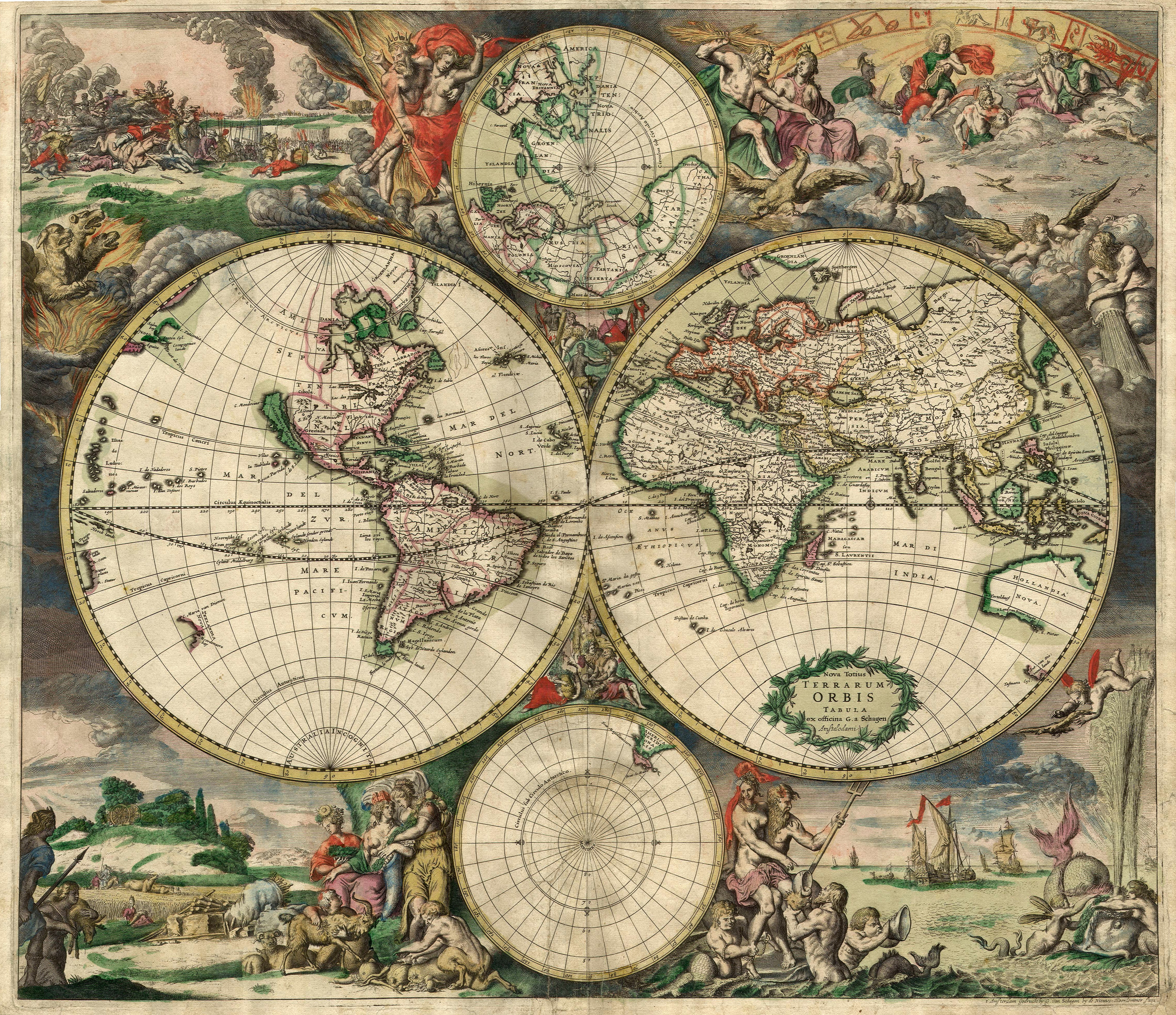
Harta Lumii, de Gerard van Schagen, Amsterdam, 1689

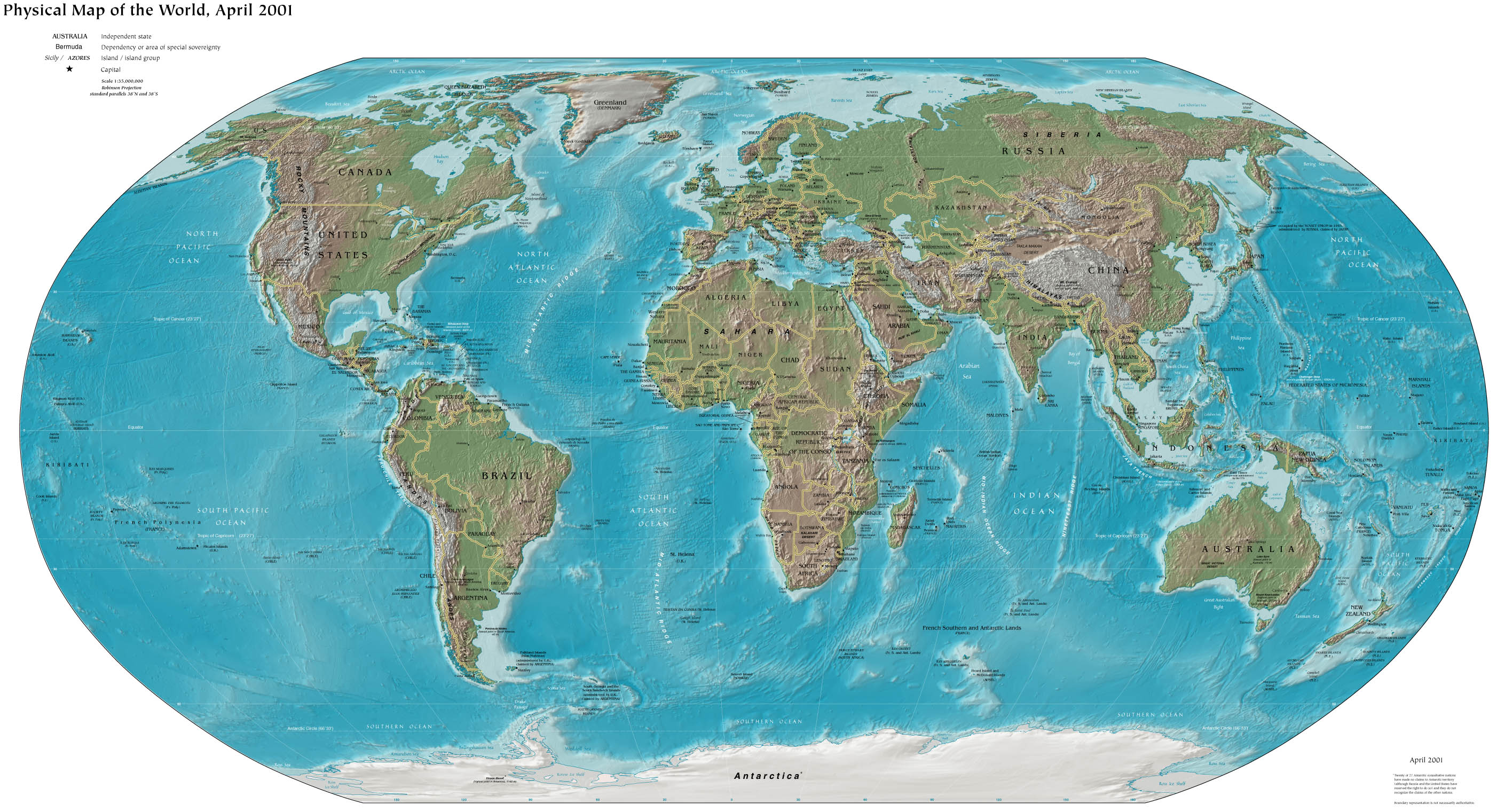
Harta Lumii (CIA World Factbook, 2004)

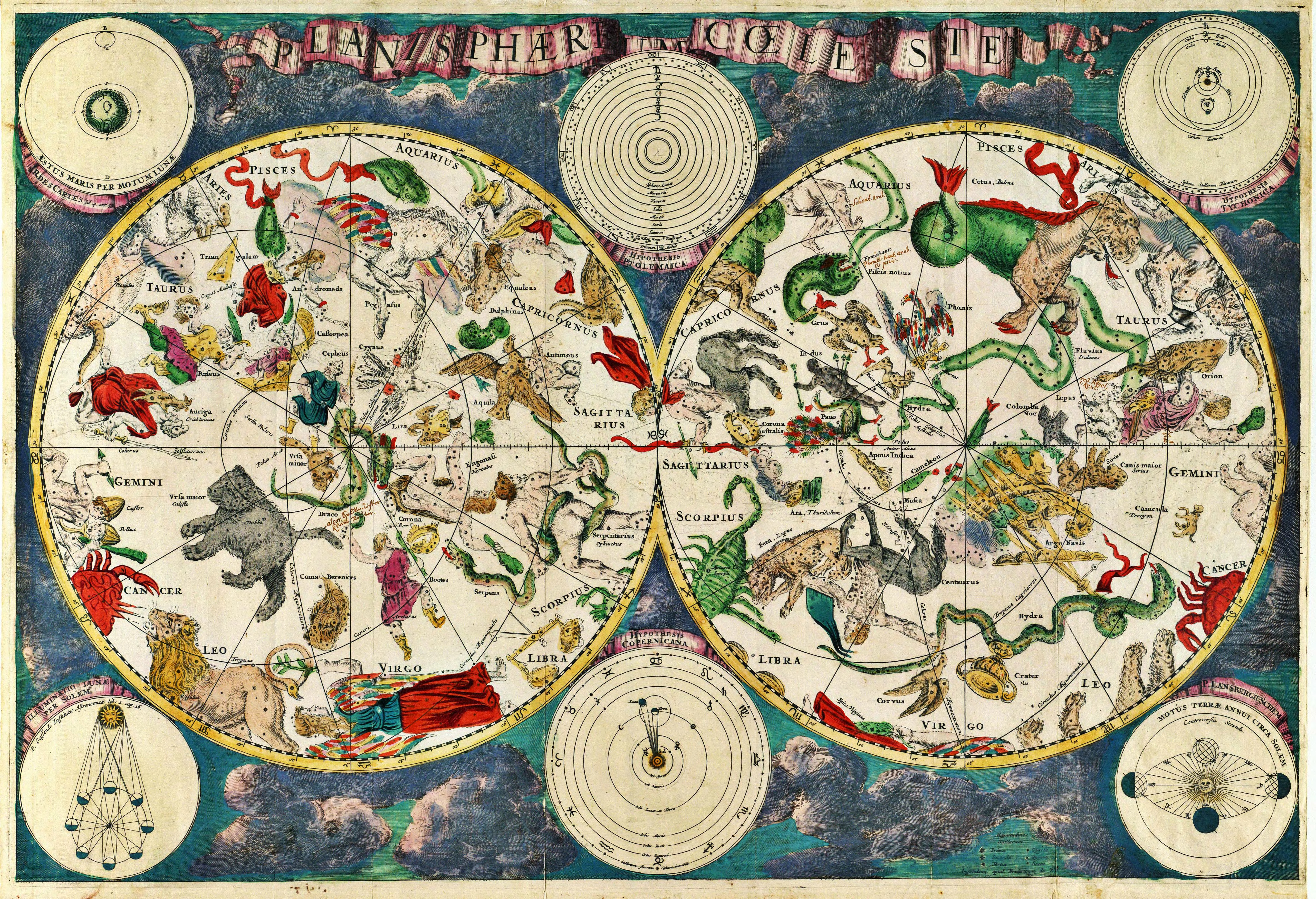
O hartă cerească din secolul 17, făcută de cartograful Frederik de Wit

Harta este o reprezentare în plan, convențională, micșorată și generalizată a suprafeței Pământului. Micșorarea se face pe baza unei scări de proporție iar pentru întocmirea hărții se folosește o proiecție cartografică. O hartă folosește anumite prescurtări sau simboluri explicate într-o legendă.

## Definiție
De-a lungul timpului s-a urmărit o îmbunătățire și standardizare a definiției hărții, observându-se o cât mai largă cuprindere și perfecționare, existând numeroase variante ale autorilor, multe fiind deosebit de interesante și de valoaroase.    
Definiția, introdusă prin prezenta lucrare, are următoarea formă: harta este o reprezentare grafică de tip convențional a elementelor întâlnite într-un spațiu cu o anumită dimensiune, pe suprafața planșei de hârtie ori sub format electronic – digital, conform unei scări de proporție și a unei proiecții stabilite.

Deoarece universul hărților este atât de complex, iar hărțile îmbracă o paletă foarte largă de forme, încercăm să definim și astfel: harta este un produs al Cartografiei, sub o formă grafică transpusă pe planșa de hârtie ori pe un suport de tip digital (electronic), care ne redă caracteristicile existente într-un spațiu de dimensiuni cunoscute, sub o formă convențională și standardizată, prin aplicarea principiilor și metodelor cartografice.

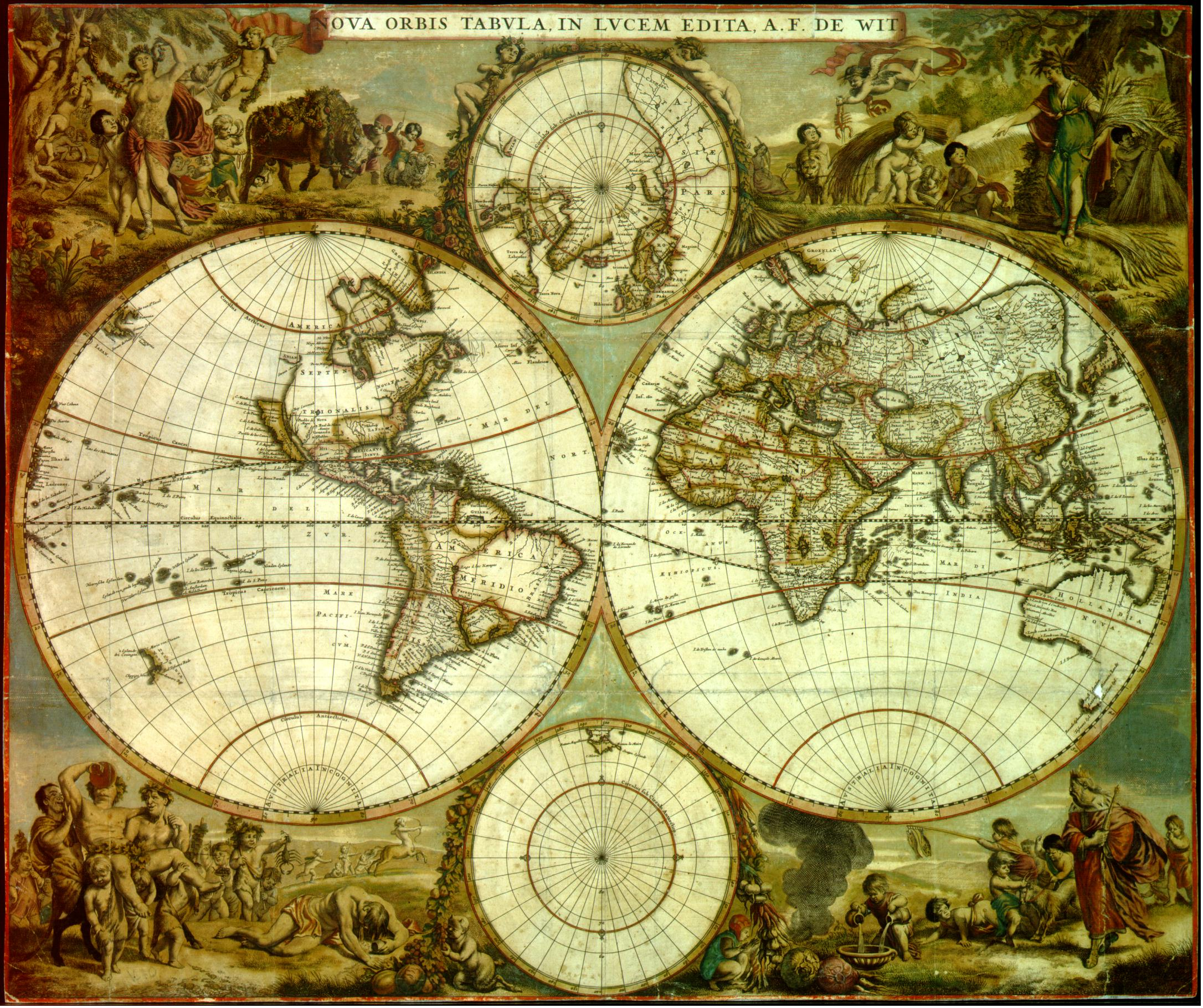
Nova Orbis Tabula in Lucem Edita de Frederick de Wit (1662)

## Clasificări
Elementele care se figurează pe hărți definesc tipul hărții. Există astfel două mari categorii de hărți:
- hărți generale, care reprezintă suprafața Pământului în trăsăturile cele mai importante - vegetație, relief, căi de comunicație, așezări omenești etc.;
- hărți tematice, care figurează aspecte astronomice, geologice, geofizice, geografice a suprafeței terestre -  temperatura, precipitațiile, densitatea populației etc.

În funcție de scară, hărțile se clasifică în:
- hărți la scară mare, 1:20.000 - 1:200.000
- hărți la scară mijlocie, 1:200.000 - 1:1.000.000
- hărți la scară mică, peste 1:1.000.000

Scara unei hărți ne arată de câte ori suprafața terestră reprezentată a fost micșorată. Astfel, o scară de 1:100.000 înseamnă că harta este de 100.000 de ori mai mică decât suprafața terestră reprezentată.
Se mai întâlnesc și categoriile de hărți fizico-geografice, politico-administrative, socio-economice, hărți topografice.
Mai multe hărți grupate formează un atlas.
Elementele componente ale hărților
Din analiza și observarea hărților se constată faptul că acestea sunt alcătuite dintr-o serie de elemente ce au rolul de a ne îndruma în citirea și înțelegerea conținutului grafic al acestora. O serie de elemente sunt obligatorii și nu pot lipsi de pe o hartă realizată corect.
Astfel orice hartă trebuie să fie alcătuită din:
- partea de conținut, aici fiind vorba de partea cartografică propriu – zisă, indiferent de complexitatea și gradul de cuprindere ori generalizare al acestuia;
- titlul, este o componentă obligatorie, acesta indicând tipul de hartă și destinația sa;
- scara hărții, ce poate fi reprezentată sub trei forme (numerică, directă și grafică), ea având rolul de a ne arată de câte ori au fost micșorate distanțele din teren pentru a fi reprezentate pe hartă;
- legenda hărții, care pe unele hărți este posibil să nu fie găsită, însă acest fapt nu este unul corect, pentru că în fapt reprezentările din interiorul hărților se fac prin semne convenționale;
- cadrul hărților, poate fi desenat sub o formă complexă ori simplă, în cel din urmă caz având aspectul liniei ce delimitează suprafața cartografică a desenului.[2]

Hărțile, tipuri și clasificări
Hărțile sunt utilizate în domenii multiple și ramuri ale științelor. Practic gama de hărți este foarte largă, ceea ce arată și gradul de extindere pe care îl are cartografia generală. În aceste condiții hărțile pot fi foarte diferite, fiind necesară o ordonare a lor, în scopul cunoașterii și încadrării lor, la domeniul de care aparțin.
Geografia utilizează intens harta, fiind o parte a acesteia, existența și exprimarea acestei științe fiind legate de hartă, prin modul său de concepere și redare grafică. În cadrul științei geografiei, hărțile sunt variate, în funcție de diferite criterii. Astfel, se constată diferențe între hărți precum cele: geomorfologice, ale populației, economice, climatice, hidrografice, biogeografice etc.
Prin tipuri de hărți putem înțelege că avem de-a face cu un proces (o acțiune) de identificare a trăsăturilor comune pe care le au hărțile, prin stabilirea unor standarde specifice, care să le cuprindă într-un anumit tip pe acestea, în acest mod dând valoare reprezentărilor cartografice în vederea utilizării lor. Astfel se creează o legătură între tipurile de hărți și domeniile de interes, eliminându-se aspectele inutile legate de interferența dintre hărți diferite.
Prin clasificarea hărților înțelegem faptul că aplicăm un proces cu un caracter sistematic de ordonare, încadrare sau punerea pe categorii a acestora.
După cum se observă din cele exprimate mai sus, există o strânsă legătură între tipizarea și clasificarea cartografică. Se văd însă diferențe de terminologie, care aici conlucrează la mai buna cunoaștere prin studiul hărților. 
Hărțile pot fi tipizate și clasificate după o serie de criterii distincte cum sunt: 
scara
Diferențierea hărților după scară poate fi diferită de la un domeniu la altul, cum ar fi cele: geografic, topografic sau din geomorfologie.
Hărțile geografice se diferențiază după scară astfel (A. Năstase, 1983):
- hărți la scară mare: 1: 25 000 – 1: 200 000;
- hărți la scară mijlocie: 1: 200 000 – 1: 1 000 000;
- hărți la scară mică, sunt cele care s-au realizat la scări al căror numitor este mai mare decât 1 000 000 (un milion), cum sunt Harta Europei cu scara 1: 10 000 000, Harta Lumii 1: 30 000 000 etc

Hărțile – planurile topografice (A. Năstase, 1983):
- planuri de detaliu pentru construcții, au scara 1: 50, 1: 100;
- planurile urbane, scara 1: 500 și 1: 1 000;
- planurile pentru situațiile de urgență, scara 1: 2000 și 1: 2 500;
- planurile topografice fundamentale, scara 1: 5 000;
- planuri topografice propriu – zise, scările: 1: 5 000, 1: 10 000 și 1: 20 000;
- planurile directoare de tragere (planuri militare), scara 1: 20 000;
- hărțile topografice la scările: 1: 25 000, 1: 50 000, 1: 100 000 și 1: 200 000.

Hărțile și schițele geomorfologice (F. Achim, 2017):
- la scară de detaliu ≥ 1: 10 000 (anume: 1: 2 000 sau 1: 5 000 etc.), aici sunt incluse schițe geomorfologice, echivalente planurilor topografice;
- la scară mare cu valori ale numitorului cuprinse între 10 000 și 50 000;
- la scară medie sau mijlocie: 1: 50 000 – 1: 100 000;
- la scară mică: 1: 100 000 – 1: 500 000 (ultima corespunde ca dimensiuni Hărții murale „de perete” a teritoriului românesc, utilizată la orele de Geografia României):
- la scară mică, cu un grad foarte mare de generalizare, au scara mai mică de 1: 500 000, ajungând frecvent 1: 1 000 000, cum sunt cele de prezentare a reliefului României, ajungând la scara de 1: 10 000 000 pentru relieful Europei, sau chiar 1: 30 000 000 pentru continente mari precum este Asia pe atlase, sau planiglobul la scara de 1: 40 000 000.

conținutul
- hărțile generale;
- hărțile tematice numite și speciale.

destinația
- hărți didactice;
- hărți de cercetare (științifice);
- hărți de informare;
- hărțile utilitare.

suprafața (unitatea) reprezentată
- hărți ale întregii suprafețe terestre;
- hărți ale continentelor sau oceanelor;
- hărți ale unor grupuri de state (țările NATO, U.E. etc.);
- hărți ale unor unități administrative, cum ar fi județele din România;
- hărți ale masivelor montane, bazine hidrografice ș.a.;
- hărți (planuri) ale orașelor, cartiere, localități rurale.

dimensiunea de editare (tipărire)
- hărți cu dimensiuni mici (aici pot fi incluse acele hărți și schițe apărute în cadrul unor cărți sau cel mult atlase “de buzunar”, care nu depășesc dimensiunile unei coli A4);
- hărți cu dimensiuni mijlocii (hărțile murale școlare, hărțile din atlasele școlare și ale lumii, hărțile turistice de traseu, chiar hărțile utilizate la clasă ce nu depășesc 2 m pe latura mare);
- hărțile de dimensiuni mari (depășesc 2 m, ele fiind afișate pe pereții amfiteatrelor universitare, din clădiri ale unor instituții etc. Aceste hărți se obțin, cel mai adesea, din îmbinarea mai multor foi);

după culoare
- policrome (color);
- monocrome (alb–negru).

după planul de reprezentare
- hărțile în plan orizontal;
- hărțile în relief (3D);
- planiglobul (globul geografic școlar);
- profilele.

după modul de interacțiune cu alte baze de reprezentare
- hărți realizate pe suportul imaginilor de teledetecție (satelitare sau aerofotogramme);
- hărți rezultate din interacțiunea unora vechi cu cele actuale ori din diferite perioade (hărți de comparație);

după gradul de sinteză și analiză
- hărțile de sinteză unde sunt puse în evidență anumite aspecte (de exemplu bazinul hidrografic și rețeaua de afluenți ai Fluviului Nil);
- hărțile de analiză unde alături de semnul elementelor urmărite sunt prezentate date și explicații;

după caracterul de suport pe care îl pot avea
- hărți pe suportul cărora sunt introduse elemente singulare pentru a se arăta poziția acestora (de exemplu imaginea unei cetăți la nivelul județului, ori a unui sit arheologic dintr-o țară ș.a.);
- hărți pe care sunt reprezentate pozițiile și direcțiile urmate de anumite elemente antropice (de exemplu traseul vinului în România, direcții ale marilor migrații umane în Asia de-a lungul secolelor etc.). [3]